# Gopālpur (ort i Indien, Odisha)
Gopālpur är en ort i Indien.   Den ligger i distriktet Ganjām och delstaten Odisha, i den östra delen av landet, 1 300 km sydost om huvudstaden New Delhi. Gopālpur ligger 23 meter över havet och antalet invånare är 7 163.
Terrängen runt Gopālpur är platt. Havet är nära Gopālpur åt sydost.  Närmaste större samhälle är Brahmapur, 13,1 km väster om Gopālpur.